# Xu Shu
En aquest nom xinès, el cognom és Xu.
Xu Shu va ser un assessor del senyor de la guerra Cao Cao durant el període de la tardana Dinastia Han Oriental de la història xinesa. Ell inicialment va servir a Liu Bei abans d'unir-se a Cao Cao en el 208 EC.

## Biografia
Xu era un nadiu de Yingchuan (en l'actualitat Xuchang, Henan). De jove, li agradava practicar esgrima. Entre el 190 i el 193, Xu i el seu amic Shi Dao (石韜) va viatjar al sud cap a la Província de Jing, on es van reunir i es van fer amics de Zhuge Liang i Pang Tong.
Xu va anar a servir a Liu Bei que aquest últim estava residint a Xinye, sota el senyor de la guerra Liu Biao de la Província de Jing. Al voltant del 208, Liu Biao va morir i va ser succeït pel seu fill, Liu Cong. Les forces de Cao Cao van envair la Província de Jing i Liu Cong es va rendir a Cao. Liu Bei es va veure forçat a fugir cap al sud, acompanyat per Xu. Això no obstant, durant el caos, la mare de Xu va ser capturada per les tropes de Cao Cao. Xu va decidir llavors de deixar a Liu Bei i servir a Cao.